# ژان روترو
ژان روترو (به فرانسوی: Jean Rotrou) شاعر و نمایش‌نامه نویس قرن هفدهم میلادی اهل فرانسه است.